# Xanthorhoe clandestina
Xanthorhoe clandestina là một loài bướm đêm trong họ Geometridae.